# Tom Skerritt

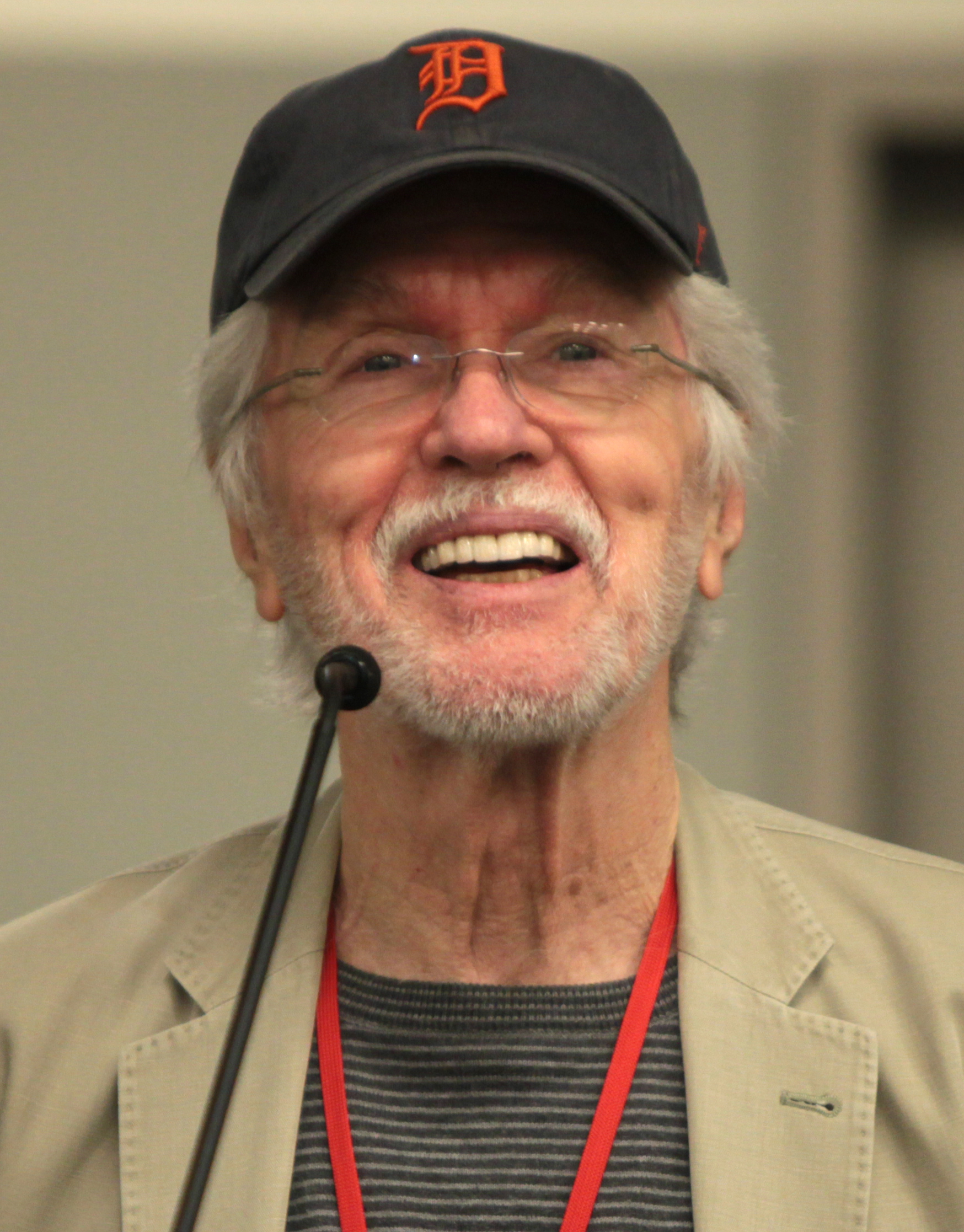
Skerritt na Phoenix Comicon Fan Fest (grudzień 2014)

Tom Skerritt, właśc. Thomas Alderton Skerritt (ur. 25 sierpnia 1933 w Detroit) – amerykański aktor telewizyjny i filmowy, reżyser.

## Życiorys

### Wczesne lata
Urodził się w Detroit w stanie Michigan jako syn biznesmena Roya Skerritta i gospodyni domowej Helen. Dorastał w Motor City. W 1953 roku ukończył szkołę średnią David Mackenzie High School w Detroit. Spędził cztery lata w służbie Amerykańskich Sił Powietrznych i podjął naukę na Wayne State University w Detroit, w stanie Michigan. Uczęszczał także na Uniwersytet Kalifornijski w Los Angeles, gdzie brał udział w studenckim przedstawieniu Zaklinacz deszczu (The Rainmaker).

### Kariera
Karierę aktorską rozpoczął od występu w dramacie o wojnie koreańskiej Wojenne polowanie (War Hunt, 1962). Po debiutanckim udziale w sensacyjnym serialu wojennym ABC Combat! (1962-67), występował potem w serialach telewizyjnych: CBS Godzina z Alfredem Hitchcockiem (The Alfred Hitchcock Hour, 1962-65), ABC Moi trzej synowie (My Three Sons, 1963), ABC Ścigany (The Fugitive, 1963-67), ABC Z jasnego nieba (Twelve O’Clock High, 1964-67), NBC Bonanza (1964-73), ABC Cudowny świat Walta Disneya (Disneyland, 1965), CBS Gunsmoke (1965–1972), ABC FBI (The FBI, 1965-74) i NBC Ważniejsze niż przyjaźń (The Virginian, 1962-71).
Wyjechał do Europy, pojawiał się w epizodach włoskich spaghetti westernów. Z końcem lat 60. wrócił do Stanów Zjednoczonych. Pierwszą ważną rolą był chirurg kapitan Augustus Bedford 'Duke' Forrest w antywojennej satyrze – w czarnej komedii Roberta Altmana M*A*S*H (1970). Następną rolą, którą zwrócił na siebie uwagę, był charyzmatyczny kapitan statku kosmicznego w kasowej produkcji sci-fi Ridleya Scotta Obcy – ósmy pasażer Nostromo (Alien, 1979). Z czasem wyspecjalizował się w rolach dowódców (jako kmdr por. Mike „Viper” Metcalf z melodramatu sensacyjnego Top Gun (1986), policjantów (Żółtodziób (1990), czy autorytatywnych ojców (z biograficznego dramatu Rzeka wspomnień (A River Runs Through It, 1992), którzy ukrywają swoją ciemną stronę swej osobowości (szeryf morderca w dramacie fantasy Martwa strefa (1983), ojciec-alkoholik w dramacie Dzika Orchidea 2 – Smutna opowieść o Blue (1992) i niedojrzały emocjonalnie mąż i ojciec thrillerze Trujący bluszcz (Poison Ivy, 1992) z Drew Barrymore i Cheryl Ladd. O ile w kinie grywał zwykle wyraziste epizody statecznych mężczyzn, o tyle w produkcjach telewizyjnych zyskała sympatię widzów jako aktor komediowy, jako multimilioner Evan Drake w sitcomie NBC Zdrówko (Cheers, 1987-88) oraz w roli uhonorowanej nagrodą Emmy i dwiema nominacjami do nagrody Złotego Globu szeryfa Jimma Brocka w serialu CBS Gdzie diabeł mówi dobranoc (Picket Fences, 1992-96).

## Życie prywatne
Zamieszkał w Seattle. Jest trzykrotnie żonaty. Z pierwszego związku z Charlotte Shanks ma troje dzieci: dwóch synów – Andy’ego (ur. 1962) i Matta (ur. 1969) oraz córkę Erin (ur. 1964). Z drugą żoną Sue Aran (rozwiódł się w 1992) ma syna Collina (ur. 1978). W 1998 roku ożenił się z Julie Tokashiki.

## Filmografia

### Filmy fabularne
- 1962: Wojenne polowanie (War Hunt) jako sierżant Stan Showalter
- 1964: Jeden człowiek dawno temu (One Man’s Way) jako Leonard Peal (Grown)
- 1965: Ci Callowayowie (Those Calloways) jako Whit Turner
- 1970: MASH jako kapitan. Augustus Bedford 'Duke' Forrest
- 1971: Zawadiaki (Wild Rovers) jako John Buckman
- 1971: Harold i Maude (Harold and Maude) jako Motocyklowy Oficer
- 1972: Fuzz jako Detaktyw Bert Kling
- 1974: Złodzieje tacy jak my (Thieves Like Us) jako Dee Mobley
- 1974: Joe i Margherito (Run, Run, Joe!) jako Margherito
- 1974: Big Bad Mama jako Fred Diller
- 1976: La Madama jako Rick Dylan
- 1977: Punkt zwrotny (The Turning Point) jako Wayne Rodgers
- 1978: Zamki na lodzie (Ice Castles) jako Marcus Winston
- 1979: Obcy ósmy pasażer Nostromo (Alien) jako kpt. Dallas
- 1983: Martwa strefa (The Dead Zone) jako szeryf Bannerman
- 1986: Nie wierzcie bliźniaczkom 2 (The Parent Trap II, TV) jako Bill Grand
- 1986: Top Gun jako komandor Mike 'Viper' Metcalf
- 1987: Duże miasto (The Big Town) jako Phil Carpenter
- 1987: Pokerzystka Alicja (Poker Alice, TV) jako Jeremy Collins
- 1987: Dziewczyna na posyłki (Maid to Order) jako Charles Montgomery
- 1988: Duch III (Poltergeist III) jako Bruce Gardner
- 1989: Stalowe magnolie (Steel Magnolias) jako Drum Eatenton
- 1989: Żółtodziób (The Rookie) jako Eugene Ackerman
- 1990: Romans (She'll Take Romance, TV) jako sędzia Warren Danvers
- 1992: Singles jako Mayor Weber
- 1992: Rzeka wspomnień (A River Runs Through It) jako Reverend Maclean
- 1992: Trujący bluszcz (Poison Ivy) jako Darryl Cooper
- 1992: Mordercza rozgrywka (Knight Moves) jako Frank Sedman
- 1997: Kontakt (Contact) jako David Drumlin
- 1999: Gorsza siostra (The Other Sister) jako dr Radley Tate
- 2000: W samo południe (High Noon, TV) jako Will Kane
- 2000: Historia Jackie Bouvier Kennedy Onassis (TV) jako Joseph P. 'Joe' Kennedy
- 2001: Strażnicy Teksasu (Texas Rangers) jako Richard Dukes
- 2003: Łzy słońca (Tears Of The Sun) jako kpt. Bill Rhodes
- 2006: Bonneville jako Emmett
- 2006: Desperacja (Desperation) jako John Edward Marinville
- 2008: Dr Jekyll i pan Hyde (Dr. Jekyll and Mr. Hyde, TV) jako Gabe Utterson
- 2009: Zamieć (Whiteout) jako dr John Fury

### Seriale TV
- 1963: Moich trzech synów (My Three Sons) jako młody Steve
- 1963: Spotkanie z Alfredem Hitchcockiem (The Alfred Hitchcock Hour) jako dr Frank Farmer
- 1964: Bonanza jako Jerry
- 1965: Ścigany (The Fugitive) jako Neely Hollister
- 1965: Gunsmoke jako Edmund Dano
- 1966: Ścigany (The Fugitive) jako Pete Edwards
- 1966: Gunsmoke jako Ben Stone / Orv Timpson
- 1970: Hawaii Five-O jako Lew Morgan
- 1970: Gunsmoke jako Fred Garth
- 1972: Gunsmoke jako Tuck Frye
- 1973: Bonanza jako kapral Bill Tanner
- 1975: Ostatni dzień (The Last Day) jako
- 1975: Barnaby Jones jako Darrin Addison
- 1976: S.W.A.T. jako Maynard Hill
- 1976: Sara jako Newt Johnson
- 1978: Baretta jako Al Brimmer
- 1986: Niebezpieczna zatoka (Danger Bay) jako Alex Mattingly
- 1986: Autostopowicz (The Hitchhiker) jako detektyw Frank Sheen
- 1987: Zdrówko (Cheers) jako Evan Drake
- 1988: Zdrówko (Cheers) jako Evan Drake
- 1992-96: Gdzie diabeł mówi dobranoc (Picket Fences) jako szeryf Jimmy Brock
- 1997: Szpital Dobrej Nadziei (Chicago Hope) jako Jim Kellner
- 2002: Will & Grace jako dr Jay Markus
- 2003: Prezydencki poker (The West Wing) jako senator Chris Carrick
- 2004: Prawo i porządek: sekcja specjalna (Law & Order: Special Victims Unit) jako sędzia Oliver Taft
- 2006: Huff jako Ben Huffstodt
- 2006–2008: Bracia i siostry (Brothers & Sisters) jako William Walker
- 2007: Fala śmierci (Killer Wave) jako Victor Bannister
- 2008: Koń trojański (The Trojan Horse) jako prezydent Stanfield
- 2010: Uczciwy przekręt (Leverage) jako Jimmy Ford
- 2010: Podkomisarz Brenda Johnson (The Closer) jako Joey O
- 2012: Uczciwy przekręt (Leverage) jako Jimmy Ford
- 2012: Białe kołnierzyki (White Collar) jako Alan Mitchell
- 2015: Madam Secretary jako Patrick McCord